# Comuna Vasîlivka, Kobeleakî
Vasîlivka (în ucraineană Василівка) este o comună în raionul Kobeleakî, regiunea Poltava, Ucraina, formată din satele Brînzî, Haimarivka, Lesînkî, Lîtvînî, Martînivka, Sinne și Vasîlivka (reședința).

## Demografie
Componența lingvistică a comunei Vasîlivka
     Ucraineană (94,14%)
     Rusă (3,15%)
     Maghiară (2,01%)
     Alte limbi (0,61%)
Conform recensământului din 2001, majoritatea populației comunei Vasîlivka era vorbitoare de ucraineană (94,14%), existând în minoritate și vorbitori de rusă (3,15%) și maghiară (2,01%).